# Wasior Airport
Wasior Airport är en flygplats i Indonesien.   Den ligger i provinsen Papua, i den östra delen av landet, 3 100 km öster om huvudstaden Jakarta. Wasior Airport ligger 221 meter över havet.
Terrängen runt Wasior Airport är varierad. Havet är nära Wasior Airport västerut. Runt Wasior Airport är det ganska glesbefolkat, med 26 invånare per kvadratkilometer. I omgivningarna runt Wasior Airport växer i huvudsak städsegrön lövskog.